# بابی واتسون
بابی واتسون (انگلیسی: Bobby Watson؛ ۲۸ نوامبر ۱۸۸۸ – ۲۲ مه ۱۹۶۵ (۷۶ سال)) هنرپیشه، بازیگر سینما، و بازیگر تئاتر اهل ایالات متحده آمریکا بود.
از فیلم‌ها یا برنامه‌های تلویزیونی که وی در آن نقش داشته‌است می‌توان به حقیقت تلخ، بانوی برچسب‌خورده، ارواسمیت، و سنکپ اشاره کرد.